# Sean McIntosh
Sean McIntosh (ur. 21 maja 1985 w Maple Ridge) – kanadyjski kierowca wyścigowy.

## Kariera

### Początki
McIntosh rozpoczął karierę w wyścigach samochodowych w 2001 roku, od startów w SCCA San Francisco Region Formula Continental. Z dorobkiem 26 punktów uplasował się na 10 miejscu. Rok później zaprezentował się w FF2000 Zetec Championship, gdzie dwukrotnie stawał na podium. Uzbierane 195 punktów dało mu 5 lokatę w klasyfikacji generalnej.

### Formuła Renault 2.0
W 2002 roku Sean również rozpoczął starty w Formule Renault 2.0 Fran-Am. W ciągu sześciu wyścigów zwyciężył raz i dwukrotnie stawał na podium. Dało mu to czwartą lokatę w klasyfikacji końcowej. Rok później w tej samej serii było już nieco gorzej - został sklasyfikowany na 11 miejscu. W tym samym sezonie zaprezentował się również w edycji zimowej Brytyjskiej Formuły Renault, gdzie również był jedenasty. 2004 rok stanowił u McIntosha starty w Brytyjskiej Formule Renault. Jedno zwycięstwo i cztery miejsca na podium przyniosły mu 268 punktów, które zaś dały mu ostatecznie szóstą pozycję w klasyfikacji generalnej. W 2005 roku w tej samej serii walczył już do końca o tytuł mistrzowski. Jednak pięć zwycięstw i osiem miejsc na podium nie wystarczyło - był drugi.

### Formuła Renault 3.5
Na sezon 2006 Kanadyjczyk podpisał kontrakt z belgijską ekipą KTR na starty w Formule Renault 3.5. W ciągu 15 wyścigów zdołał dwukrotnie stawać na podium, lecz nigdy nie zwyciężał, choć miał na koncie jedno pole position. Z dorobkiem 63 punktów został sklasyfikowany na szóstym miejscu w klasyfikacji generalnej.

### A1 Grand Prix
W latach 2005–2007 Sean reprezentował swój kraj w A1 Grand Prix. Tylko w pierwszym sezonie startów stawał na podium i odnosił zwycięstwo. Jednakże oba sezony reprezentacja Kanady zakończyła na 11 miejscu.

## Statystyki
| Sezon     | Seria                                                   | Zespół                  | Wyścigi | PP | Zwycięstwa | Punkty | Pozycja |
| --------- | ------------------------------------------------------- | ----------------------- | ------- | -- | ---------- | ------ | ------- |
| 2001      | SCCA San Francisco Region Formula Continental           |                         |         |    |            | 26     | 10      |
| 2001      | US F2000 National Championship Presented by Speedvision |                         | 4       | 0  | 0          | 0      | NS      |
| 2002      | U.S. F2000 National Championship                        |                         | 14      | 2  | 0          | 195    | 5       |
| 2002      | North American Fran Am 2000 Pro Championship            | Phillips Motorsports    | 6       | 1  | 0          | 78     | 4       |
| 2003      | North American Fran Am 2000 Pro Championship            | Quantum Autosports      |         |    |            | 137    | 11      |
| 2003      | Brytyjska Formuła Renault (edycja zimowa)               | Team Firstair           | 4       | 0  | 0          | 28     | 11      |
| 2004      | Brytyjska Formuła Renault                               | Team Firstair           | 20      | 1  | 0          | 60     | 6       |
| 2005      | Brytyjska Formuła Renault                               | Team Firstair           | 20      | 5  | 4          | 417    | 2       |
| 2006      | Formuła Renault 3.5                                     | KTR                     | 15      | 0  | 1          | 63     | 6       |
| 2005/2006 | A1 Grand Prix                                           | A1 Team Canada          | 16      | 1  | 0          | 59     | 11      |
| 2006/2007 | A1 Grand Prix                                           | A1 Team Canada          | 8       | 0  | 0          | 33     | 11      |
| 2010      | Rolex Sports Car Series                                 | Bullet Racing           | 1       | 0  | 0          | 18     | 83      |
| 2011      | Continental Tire Sports Car Challenge                   | Racers Edge Motorsports | 1       | 0  | 0          | 7      | 89      |

## Wyniki w Formule Renault 3.5
| Legenda oznaczeń w tabelach wyników Wyświetl szablon na nowej stronie | Legenda oznaczeń w tabelach wyników Wyświetl szablon na nowej stronie                                                                     |
| Oznaczenie                                                            | Wyjaśnienie |
| --------------------------------------------------------------------- | --- |
| Złoty                                                                 | Zwycięzca lub mistrzostwo |
| Srebrny                                                               | 2. miejsce lub wicemistrzostwo |
| Brązowy                                                               | 3. miejsce lub II wicemistrzostwo |
| Zielony                                                               | Ukończył, punktował (w klasyfikacji generalnej, gdy zdobył co najmniej jeden punkt na przestrzeni sezonu, poza trzema powyższymi opcjami) |
| Niebieski                                                             | Ukończył, nie punktował (w klasyfikacji generalnej, gdy nie zdobył co najmniej jednego punktu na przestrzeni sezonu)                      |
| Czerwony                                                              | Nie zakwalifikował się (NZ) |
| Czerwony                                                              | Nie prekwalifikował się (NPK) |
| Różowy                                                                | Nie ukończył (NU) |
| Różowy                                                                | Niesklasyfikowany (NS) (w klasyfikacji generalnej, gdy nie został sklasyfikowany w żadnym wyścigu sezonu)                                 |
| Czarny                                                                | Zdyskwalifikowany (DK) |
| Czarny                                                                | Wykluczony (WYK/EX) |
| Biały                                                                 | Nie wystartował (NW) |
| Biały                                                                 | Kontuzjowany (K/INJ) |
| Biały                                                                 | Wyścig odwołany (OD/C) |
| Bez koloru                                                            | Został wycofany (WYC/WD) |
| Bez koloru                                                            | Nie przybył (NP/DNA) |
| Bez koloru                                                            | Nie brał udziału w treningach (NT/DNP) |
| Bez koloru                                                            | Nie został zgłoszony (–) |
| Pogrubienie                                                           | Start z pole position |
| Kursywa                                                               | Najszybsze okrążenie wyścigu |
| †                                                                     | Nie ukończył, ale jego rezultat został zaliczony ze względu na przejechanie więcej niż 90% dystansu wyścigu.                              |
| *                                                                     | Sezon w trakcie |
| 1/2/3                                                                 | Punktowana pozycja w sprincie kwalifikacyjnym                                                                                             |
| Lista systemów punktacji Formuły 1                                    | |

| Rok  | Zespół | Wyniki w poszczególnych eliminacjach | Wyniki w poszczególnych eliminacjach | Wyniki w poszczególnych eliminacjach | Wyniki w poszczególnych eliminacjach | Wyniki w poszczególnych eliminacjach | Wyniki w poszczególnych eliminacjach | Wyniki w poszczególnych eliminacjach | Wyniki w poszczególnych eliminacjach | Wyniki w poszczególnych eliminacjach | Wyniki w poszczególnych eliminacjach | Wyniki w poszczególnych eliminacjach | Wyniki w poszczególnych eliminacjach | Wyniki w poszczególnych eliminacjach | Wyniki w poszczególnych eliminacjach | Wyniki w poszczególnych eliminacjach | Wyniki w poszczególnych eliminacjach | Wyniki w poszczególnych eliminacjach | Punkty | Pozycja |
| ---- | ------ | ------------------------------------ | ------------------------------------ | ------------------------------------ | ------------------------------------ | ------------------------------------ | ------------------------------------ | ------------------------------------ | ------------------------------------ | ------------------------------------ | ------------------------------------ | ------------------------------------ | ------------------------------------ | ------------------------------------ | ------------------------------------ | ------------------------------------ | ------------------------------------ | ------------------------------------ | ------ | ------- |
| 2006 | KTR    | ZOL                                  | ZOL                                  | MON                                  | TUR                                  | TUR                                  | ITA                                  | ITA                                  | SFR                                  | SFR                                  | DEU                                  | DEU                                  | GBR                                  | GBR                                  | FRA                                  | FRA                                  | ESP                                  | ESP                                  | 63     | 6       |
| 2006 | KTR    | 25                                   | NZ                                   | 11                                   | 4                                    | 6                                    | NU                                   | 10                                   | 2                                    | NU                                   | 7                                    | 4                                    | 5                                    | 13                                   | 9                                    | NU                                   | 5                                    | 3                                    | 63     | 6       |